# Бикуш
Бикуш (порт.  Bicos) - фрегезия (район) в муниципалитете Одемира округа Бежа в Португалии. Территория – 56,52 км². Население – 649 жителей. Плотность населения – 11,5 чел/км².